# Georg Friedrich Dasbach

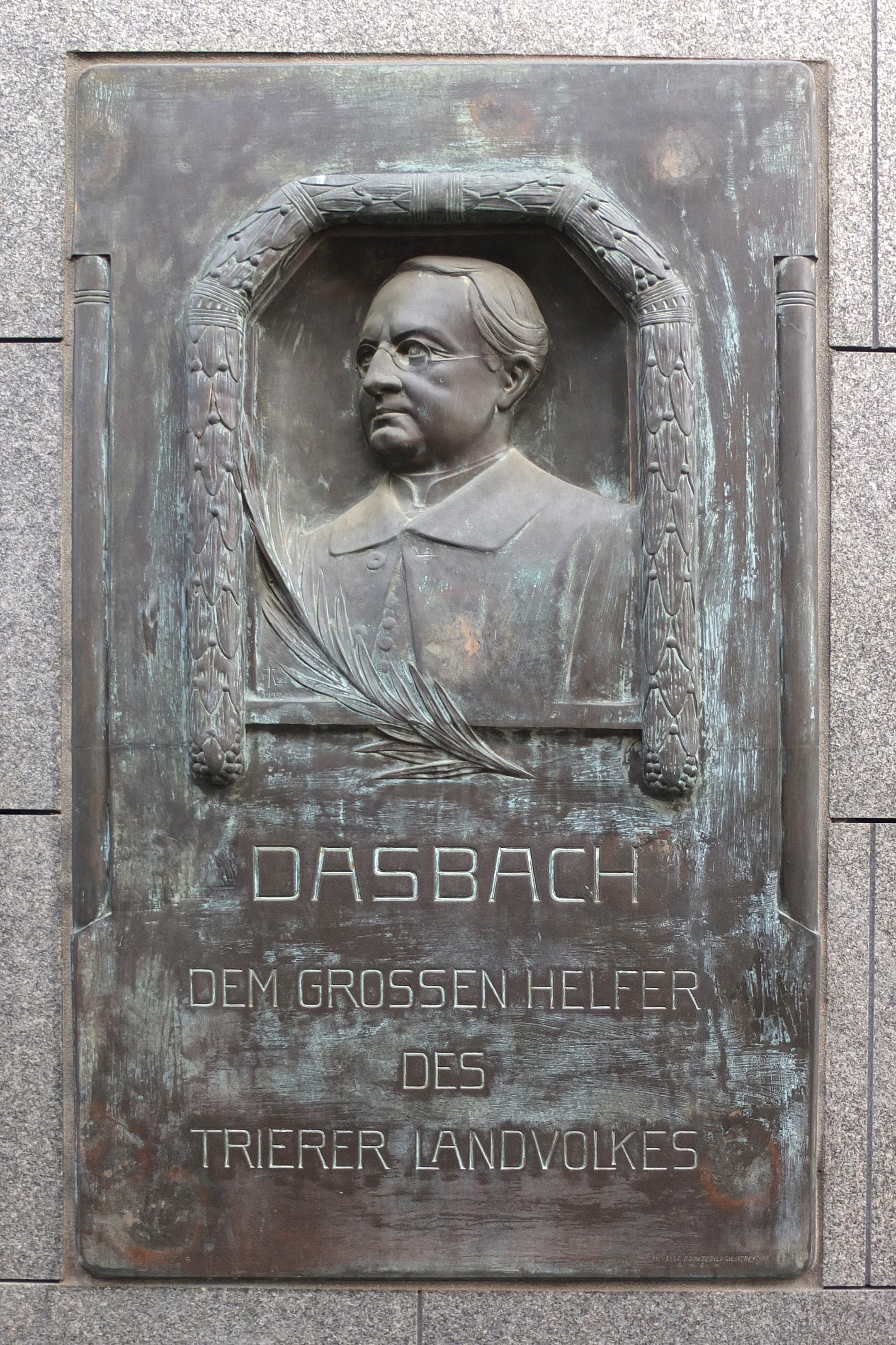
Plaque commémorative pour Dasbach à Trèves

Georg Friedrich Dasbach (né le 9 décembre 1846 à Horhausen et mort le 11 octobre 1907 à Bonn) est un prêtre catholique prussien, publiciste, éditeur et homme politique du Zentrum.

## Biographie
Friedrich Dasbach est le fils d'un boulanger, homme d'affaires et aubergiste. Il étudie au lycée de Brilon et au lycée jésuite de Trèves, où il passe son Abitur en 1864 avec les meilleures notes. Son futur domaine d'activité est déjà présent dans son essai d'Abitur en allemand, pour lequel il choisit le titre Die Macht des Wort. Dasbach étudie ensuite la théologie et la philosophie au séminaire de Trèves et à l'Université grégorienne de Rome. Là, il expérimente le 1er concile du Vatican qui, entre autres, adopte le dogme de l'infaillibilité du Pape dans toutes les questions de foi et de morale. Le 24 mars 1871, il est ordonné prêtre catholique à Trèves. Puis il est affecté à un poste d'aumônier dans la paroisse Saint-Gervasius à Trèves; c'est et restera sa seule position pastorale dans le service religieux.
Georg Friedrich Dasbach décède le 11 octobre 1907 d'un cancer de l'estomac. C'est un homme riche à la fin de sa vie. Il lègue l'essentiel de sa fortune à la paroisse Sainte-Hedwige de Berlin pour la construction d'une chapelle et d'une résidence étudiante.

## Kulturkampf
Après que Bismarck a interdit à l'ordre des Jésuites de fonder et d'exploiter des établissements sur le sol allemand avec la loi anti-jésuite en 1872, Dasbach commence à utiliser des moyens journalistiques pour s'impliquer dans la guerre culturelle de cette époque. Dans son domaine d'activité à Trèves, la guerre culturelle entre le clergé catholique et l'État prussien s'intensifie tellement que l'évêque en exercice Matthias Eberhard (de) est détenu à l'isolement dans la prison municipale de Trèves pendant 300 jours en 1874. Dasbach lui-même est suspendu de ses fonctions par l'État prussien en 1875 et, par ordre du président supérieur de la province de Rhénanie, n'est plus autorisé à exercer des activités religieuses ou à donner des instructions religieuses. Cela bloque également une carrière au sein de l'église, il reste donc aumônier toute sa vie. Dasbach se déplace maintenant déplacé pour travailler en dehors de l'église, mais néanmoins caractérisé par l'éthique et la morale de l'église, et écrit des articles engagés pour la presse régionale catholique dans l'esprit du Zentrum.

## Presse catholique
En 1875, il achète une imprimerie et fonde l'imprimerie St. Paulinus de Friedrich Dasbach. «L'imprimerie produit le Paulinusblatt, fondé par Dasbach la même année, en tant que journal périodique. Peu de temps après, la Katholische Volkszeitung suit, qui est rebaptisée Trierische Landeszeitung (de) en 1875. Sur le plan programmatique, il est entièrement sur une ligne ultramontaine et politiquement clairement du côté du Zentrum. En outre, un certain nombre d'autres périodiques avec une orientation politique ou confessionnelle similaire paraissent dans la maison d'édition. Cela comprend le Pastor bonus. Il y a aussi six quotidiens dans le Rhin moyen et les régions voisines, et même un à Berlin. Ces journaux sont en détail,:
| Année d'édition | Titre                                             | nom postérieur                      |
| --------------- | ------------------------------------------------- | ----------------------------------- |
| 1879            | Rhein- und Wiedzeitung, Linz                      |                                     |
| 1887            | Metzer Presse, Metz                               |                                     |
| 1894            | St. Johanner Volkszeitung, Sarrebruck -St. Johann | St. Johann-Saarbrücker Volkszeitung |
| 1888            | Westpfälzische Zeitung, Saint-Ingbert             |                                     |
| 1896            | Neunkirchener Zeitung, Neunkirchen                |                                     |
| 1896            | Märkische Zeitung, Berlin                         | 1900: Germania (de)                 |

Dasbach joue un rôle de premier plan dans la fondation de la société Augustinus. Le but de l'organisation est de soutenir la presse catholique. Dasbach est la figure de proue de la première période de l'histoire du club. Afin de pouvoir diffuser plus efficacement et regrouper la politique du Zentrum, l'association fonde les Centrums-Parlament-Correspondenz en 1879 en tant que service central de renseignement.

## Association
Dans la région de Trèves, Dasbach joue un rôle de premier plan dans la formation d'associations dans le milieu catholique. En 1884, il est le fondateur et président de l'Association des agriculteurs de Trèves, il participe à l'association coopérative locale et à l'association des vignerons. Dasbach est actif dans l'association des assurances et le bureau de protection juridique pour lutter contre l'usure. En intégrant les institutions sociales dans les associations catholiques, il contribue à lier certaines franges de la population, comme les ouvriers, au milieu catholique. Dasbach démarque rigoureusement le camp catholique de ceux qui pensent différemment. L'historien Olaf Blaschke met particulièrement l'accent sur ses déclarations antisémites. Dans le Paulinusblatt de Dasbach, il y a une colonne séparée depuis 1879, qui dénonce «l'usure juive». Lors d'un débat à la Chambre des représentants de Prusse sur les manuels religieux juifs, il excelle dans les discours anti-talmudiques et justifie une interdiction des «relations avec les juifs sur certains points» exigée par la loi de l'Église.

## Mouvement ouvrier
Dasbach estime que toute sa vie est l'avocat des gens du commun, pour lesquels il fait campagne dans ses publications. Dans son Paulinus, les insultes officielles et les attaques contre le gouvernement de l'État se multiplient. Il écrit un texte clair dans ses articles, ce qui entraîne des boycotts de la publicité par l'État, de nombreuses poursuites judiciaires et de nombreux soupçons. Du côté du gouvernement, il est surnommé «social-démocrate», ce qui à l'époque est considéré comme un abus.
Dasbach fait également partie de la population active de la Sarre, principalement parmi les mineurs. Un grand mécontentement face aux maigres salaires et à l'arbitraire des responsables miniers et à leur corruption conduit à une grève des mineurs dans la zone houillère de la Sarre en 1889. Avec le clergé aux vues similaires, Dasbach fournit aux mineurs une aide journalistique et pratique. À son initiative, les mineurs, sous la direction du mineur Nikolaus Warken (de), fonde  l'Association de protection juridique de la population minière dans le district minier supérieur de Bonn, le premier mouvement syndical de la Sarre.

## Mandats politiques
Contre une opposition interne soutenue, Dasbach est membre de la Chambre des représentants de Prusse depuis 1890. Lors d'une élection partielle en 1889, il est élu député pour la 11e circonscription de Cassel (Hünfeld-Gersfeld). Il représente cette circonscription jusqu'en 1898, date à laquelle il est élu dans la 3e circonscription de Trèves (ville et district de Trèves) et est membre de la Chambre des représentants de cette circonscription jusqu'à sa mort. Depuis 1898, il est également député du Reichstag, où il représente de 1898 à 1903 la 2e circonscription d'Aix-la-Chapelle (Eupen-Aix-la-Chapelle) et de 1903 à 1907 la 1re circonscription de Trèves (Daun-Prüm-Bitburg). Au Reichstag, il défend les agriculteurs, les vignerons et les mineurs de sa région d'origine. Parce qu'il suit souvent sa propre voie, Dasbach n'est pas toujours d'accord avec la majorité du groupe parlementaire.

## Héritage

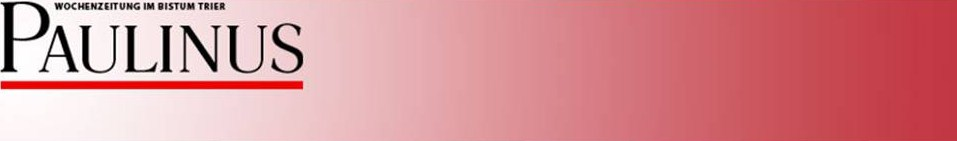
Logo de l'hebdomadaire Paulinus

Le Paulinus (de), fondé par Dasbach, apparaît encore aujourd'hui comme le journal officiel hebdomadaire du diocèse de Trèves.
Dasbach existe en tant que figure littéraire dans la pièce Eckstein ist Trumpf de Gerhard Bungert (de) et Klaus-Michael Mallmann (de). La pièce de théâtre sur les débuts des syndicats en Sarre est créée le 23 avril 1977 dans l'ancien théâtre national de la Sarre. La version livre est apparue en septembre 1979, comprenant une biographie de Georg Friedrich Dasbach.

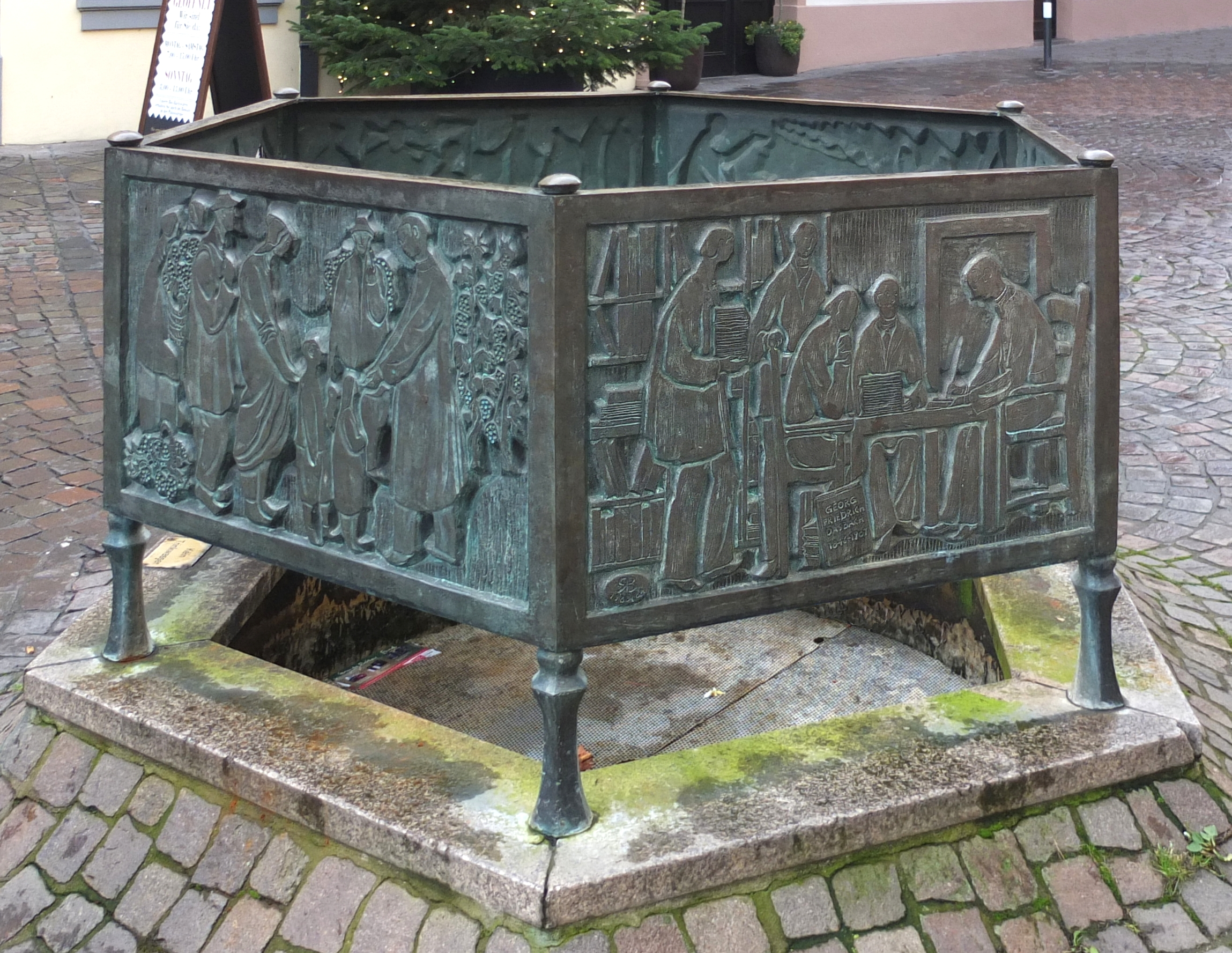
La fontaine Dasbach à Trèves

## Honneurs
Une plaque commémorative sur l'ancienne Raiffeisenhaus dans la Glockenstrasse de Trèves le commémore. Une fontaine portant son nom est située dans la même rue depuis 1984. Une rue de la zone industrielle de Trèves-Nord porte le nom de Dasbach depuis 1948.